# Szkoła Podstawowa im. Bernarda Augustyna w Grabinie
Szkoła Podstawowa im. Bernarda Augustyna w Grabinie – niepubliczna szkoła podstawowa w Grabinie w województwie opolskim, powiecie prudnickim, gminie Biała. Została założona w 1931 jako jedna z pierwszych polskich szkół na Opolszczyźnie.

## Historia

### Czasy niemieckie

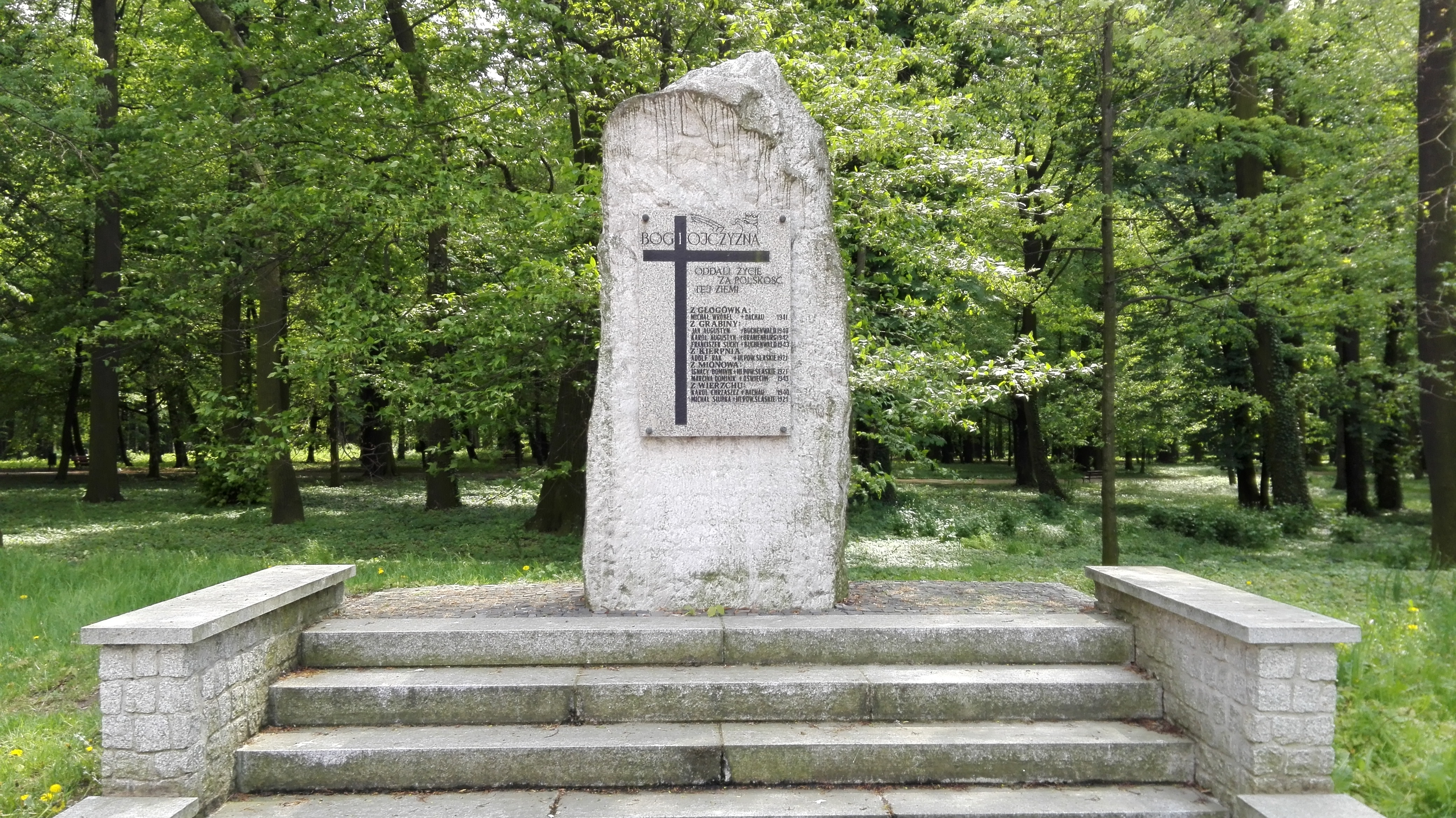
Pomnik Związku Polaków w Niemczech w Parku Miejskim w Prudniku, upamiętniający m.in. Jana i Karola Augustynów

W Grabinie od 1844 funkcjonowała szkoła, w której językiem wykładowym był niemiecki. Znała go jednak nieznaczna cześć uczniów, ponieważ mieszkańcy wsi posługiwali się dialektem śląskim. Staraniem Bernarda, Jana i Karola Augustynów oraz Franciszka Kwoczka, Józefa Soboty, Andrzeja Hedy, Józefy Łuszczykowej i Karola Koziołka, w domu Jana Augustyna powstała Prywatna Szkoła Polska. Zezwolenie na jej działanie uzyskano 28 czerwca 1931. W uroczystości otwarcia szkoły 2 lipca 1931 brał udział Arka Bożek. Naukę rozpoczęło 18 uczniów z Grabiny oraz 7 z okolicznych miejscowości.
Pierwszym kierownikiem szkoły został Alfred Liczbański, skierowany do Grabiny przez Ministerstwo Wyznań Religijnych i Oświecenia Publicznego. Augustyn oddał część swojej parceli na potrzeby szkolnego boiska. Niemiecki lekarz powiatowy z Prudnika stwierdził w sprawozdaniu: „Moglibyśmy być zadowoleni, gdyby nasze szkoły były tak urządzone i utrzymane pod względem higienicznym, jak polska szkoła w Grabinie”. liczne zajęcia pozalekcyjne, jak np.: chór, sport, obchody rocznic, konkursy czytelnicze. Liczbański otrzymał misję kanoniczną, czyli zezwolenie na prowadzenie nauki katechizmu. Zorganizował kurs języka polskiego w Radostyni, męską i żeńską drużynę harcerską, towarzystwo śpiewu „Ufajcie” oraz młodzieżowe koło przy Związku Polaków w Niemczech.

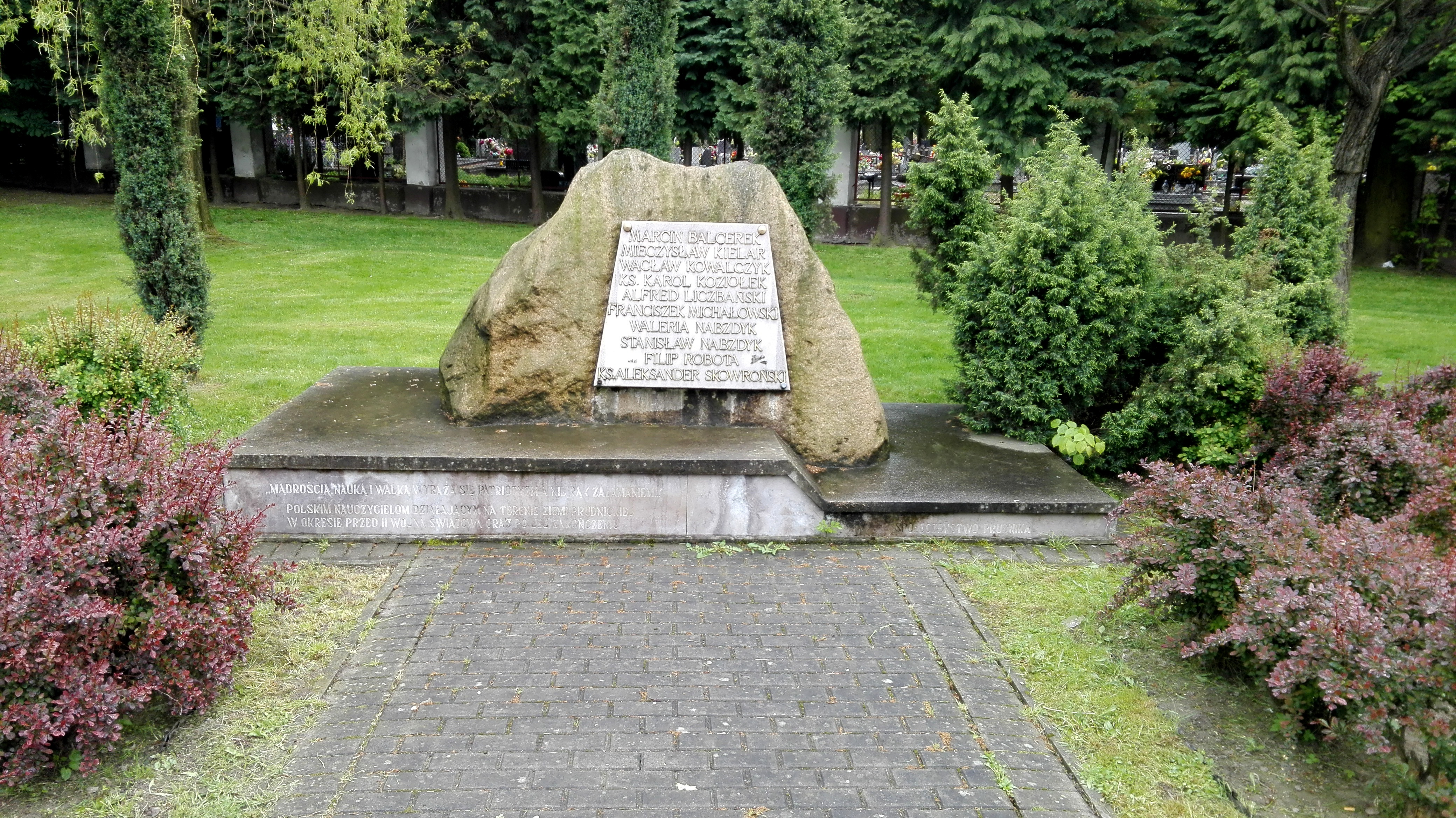
Głaz upamiętniający polskich nauczycieli w Prudniku, m.in. Koziołka, Liczbańskiego i Michałowskiego

W 1934 władze niemieckie nakazały Liczbańskiemu opuścić III Rzeszę. Jego stanowisko w Grabinie przejął Franciszek Michałowski. Prowadził on kursy dokształcające dla dorosłych w Grabinie i Ligocie Bialskiej.
W 1938 do Grabiny przeniesiono uczniów ze zlikwidowanej polskiej szkoły w Wierzchu. W 1939 Michałowski otrzymał nakaz opuszczenia Niemiec. 10 maja 1939, kiedy opuszczał Grabinę, spotkał się ze swoimi uczniami. Agnieszka Kwoczek, uczennica Michałowskiego, wspominała to wydarzenie: „Był to okropny wstrząs dla nas. Klasę zaległą śmiertelna cisza, która po chwili zamieniła się w spazmatyczny szloch. Płakaliśmy strasznie z rozdartym sercem żegnając po raz ostatni naszego kochanego wychowawcę”. Żegnając się z nimi, Michałowski powiedział: „Nie ustaniemy w walce. Sprawy wygramy. Nie martwcie się, ja wrócę”.
Miejsce Michałowskiego zajął Wacław Jerzewski, który wkrótce również opuścił granice Rzeszy. Szkoła pozostała bez nauczyciela. Część dokumentów i księgozbioru przechowywała Joanna Augustynówna, lecz po jej wysiedleniu książki i akta zostały zniszczone. Niemiecki inspektor z Prudnika pismem z 14 września 1939 poinformował o rozwiązaniu polskiej szkoły w Grabinie i polecił przyjąć uczniów z tej szkoły do niemieckich szkół. Kierownik niemieckiej szkoły w Grabinie napisał w kronice szkolnej: „Polska prywatna szkoła zamknęła swej podwoje i czworo dzieci tejże szkoły zostało w dniu 16. X. 1939 r. przydzielonych szkole niemieckiej. Są to: Hildegarda Heda, Agnieszka Kwoczek, Barbara Uliczka i Ludwik Augustyn”. Dzieci z Radostyni, Ligoty Bialskiej i Mionowa zostały przydzielone do miejscowych szkół niemieckich. W latach 1931–1939 naukę w polskiej szkole w Grabinie pobierało łącznie 43 uczniów. Działacze Związku Polaków w Niemczech z Grabiny (Bernard, Jan, Karol Augustynowie, Franciszek Suchy, Franciszek Kwoczek, Walenty Mierzwa) zostali aresztowani przez prudnickie Gestapo i wywiezieni do obozów koncentracyjnych. Jan i Karol Augustynowie oraz Franciszek Suchy zginęli w obozach.

### Czasy polskie
Pierwszy powojenny polski nauczyciel przybył do Grabiny 26 maja 1945. Szkoła wznowiła działalność na początku czerwca 1945 jako publiczna. W roku szkolnym 1946/1947 liczyła 161 uczniów. Uczęszczały do niej uczniowie z Grabiny oraz Kolonii Otockiej, a od 1976 także z Otok.
W związku ze spadkiem liczby uczniów, 25 lutego 1999 Rada Miejska w Białej podjęła decyzję o likwidacji szkoły w Grabinie. Od 8 marca 1999 w szkole trwał strajk okupacyjny. Klubu Mniejszości Niemieckiej przy Radzie Miejskiej w Białej postanowił uchylić uchwałę o likwidacji szkoły. Zamiar likwidacji powrócił w 2001. Dzieci ze szkoły w Grabinie miały zostać przeniesione do szkoły w Śmiczu. 28 marca 2001 Rada Miejska podjęła uchwałę o likwidacji szkoły. W tym samym dniu rozpoczął się kolejny strajk okupacyjny. Jego skutkiem było przekształcenie szkoły w Grabinie w szkołę stowarzyszeniową.
W latach 2001–2017 szkołę prowadziło Koło Grabina Związku Górnośląskiego. W roku szkolnym 2013/2014 w placówce uczyło się 48 uczniów. W 2017 30 dzieci uczęszczało do szkoły podstawowej, a 24 do przedszkola. Uczniowie pochodzili z gmin Biała i Korfantów. W szkole zatrudnionych było 17 osób. Związek Górnośląski zrezygnował z prowadzenia szkoły. W 2017 kierownictwo szkoły przejęło Stowarzyszenie Rozwoju Edukacji w Grabinie.
Zgodnie z gminną ewidencją zabytków, budynek szkoły w Grabinie objęty jest ochroną.

## Absolwenci
- Waleria Nabzdyk